# Ifremer
Ifremer (Institut français de recherche pour l’exploitation de la mer; deutsch: Französisches Forschungsinstitut für die Nutzung der Meere) ist ein Meeresforschungsinstitut in Frankreich, das mehrere Schiffe und Unterwasserfahrzeuge unterhält, die teilweise auch von der französischen Marine genutzt werden.
Zu diesen Schiffen gehört das Forschungsschiff Pourquoi Pas ?, welches mit dem Tiefsee-U-Boot Nautile und dem Tiefsee-Roboter Victor 6000 an den Such- und Bergungsmaßnahmen von Air-France-Flug 447 beteiligt war.

## Zentren
Ifremer unterhält 26 Zentren. Hauptzentren liegen in Boulogne, Brest, Nantes, Toulon sowie auf Tahiti. Das Hauptquartier befindet sich in Issy-les-Moulineaux.

## Schiffe
- Gwen Drez

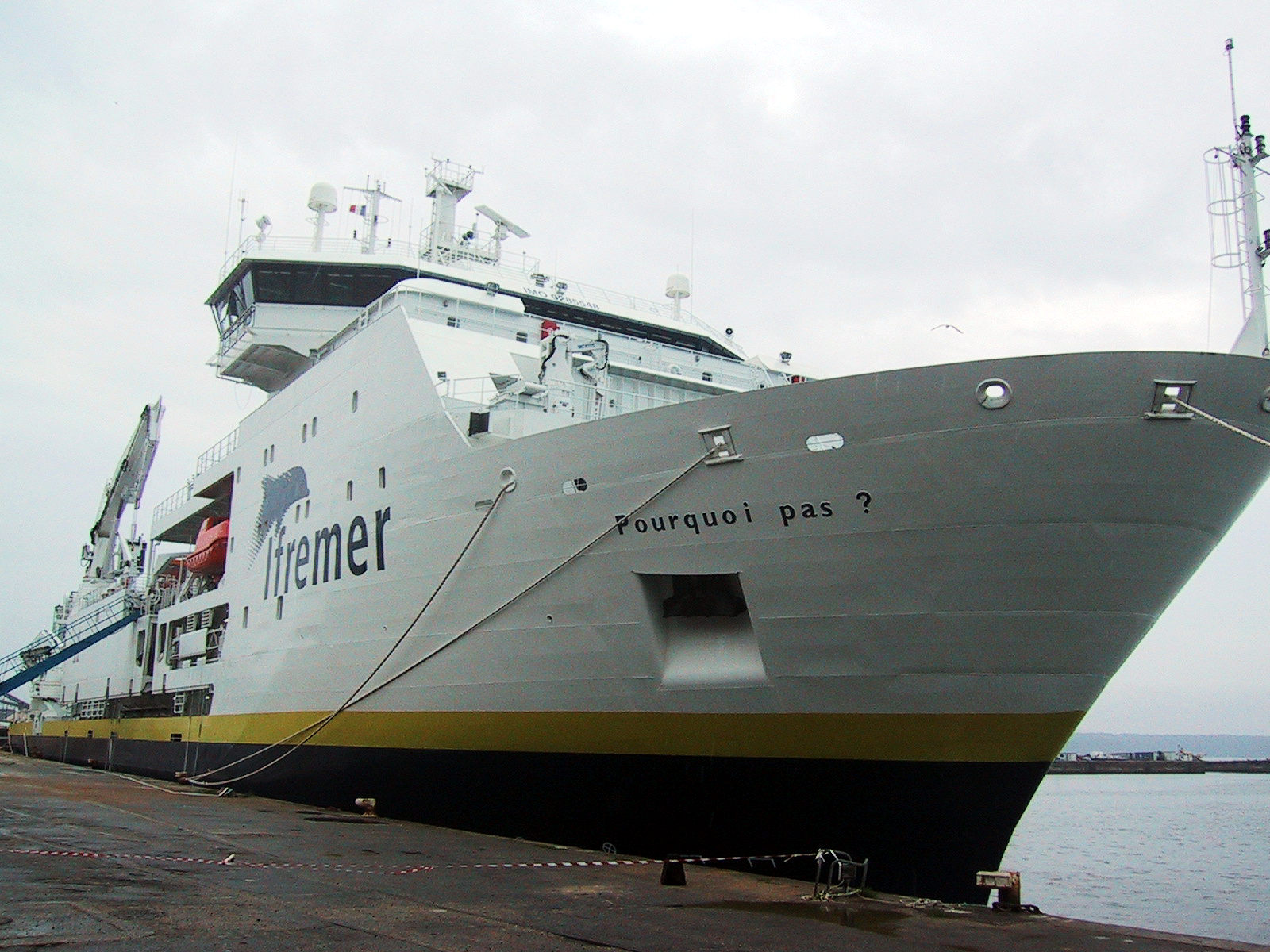
Die Pourquoi Pas ?
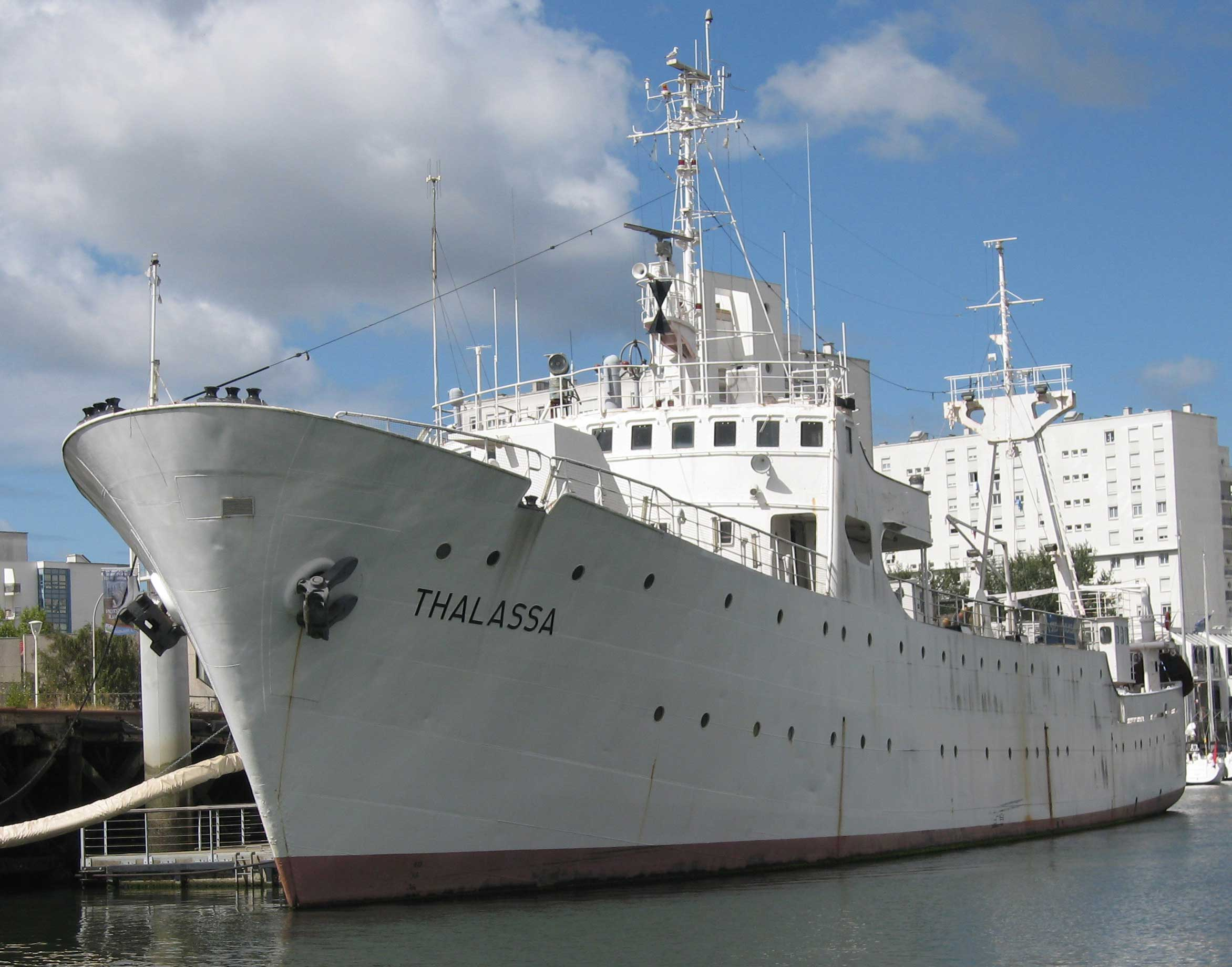
Ehemaliges Forschungsschiff Thalassa
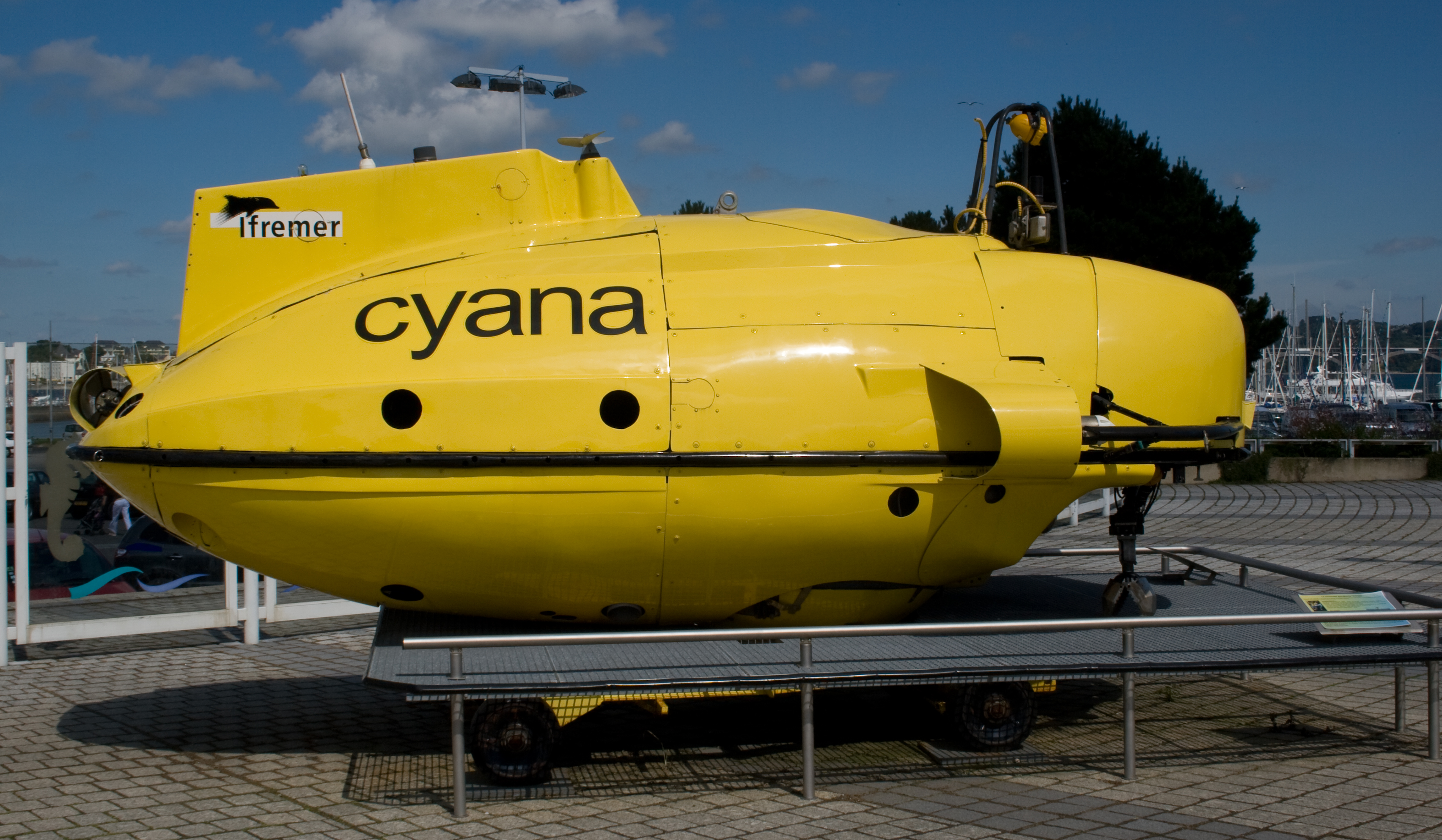
U-Boot Cyana
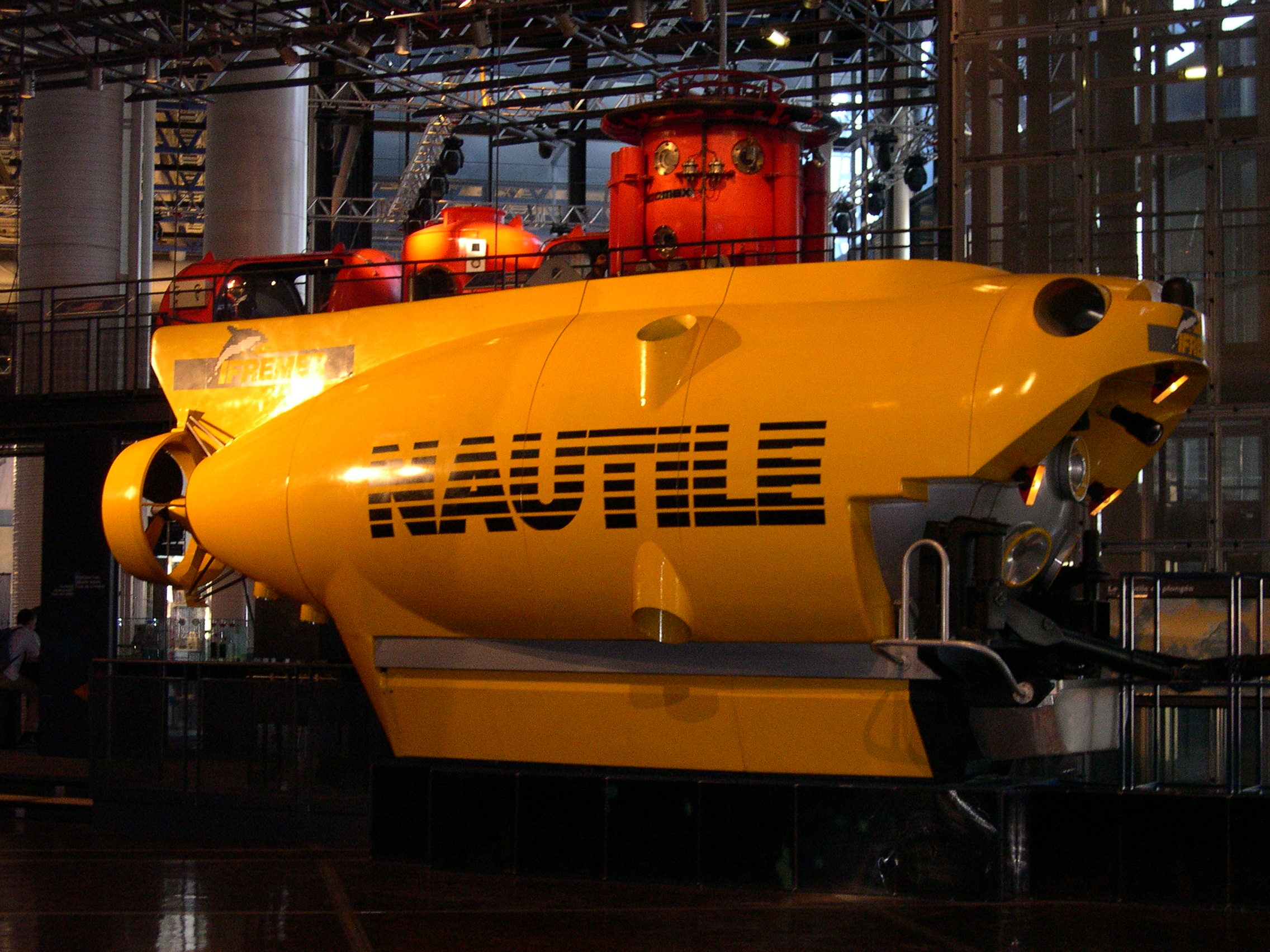
U-Boot Nautile
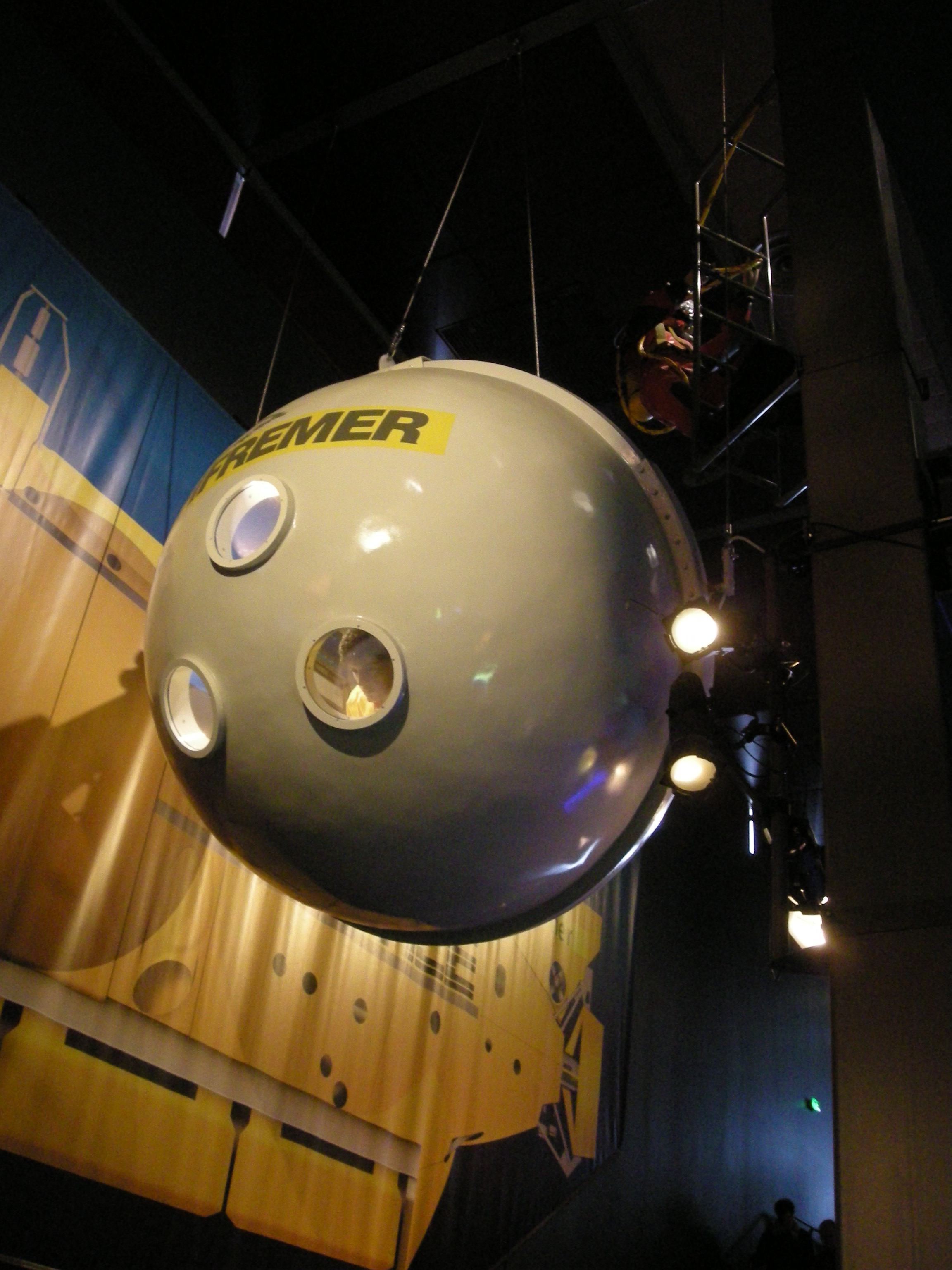
U-Boot Ifremer
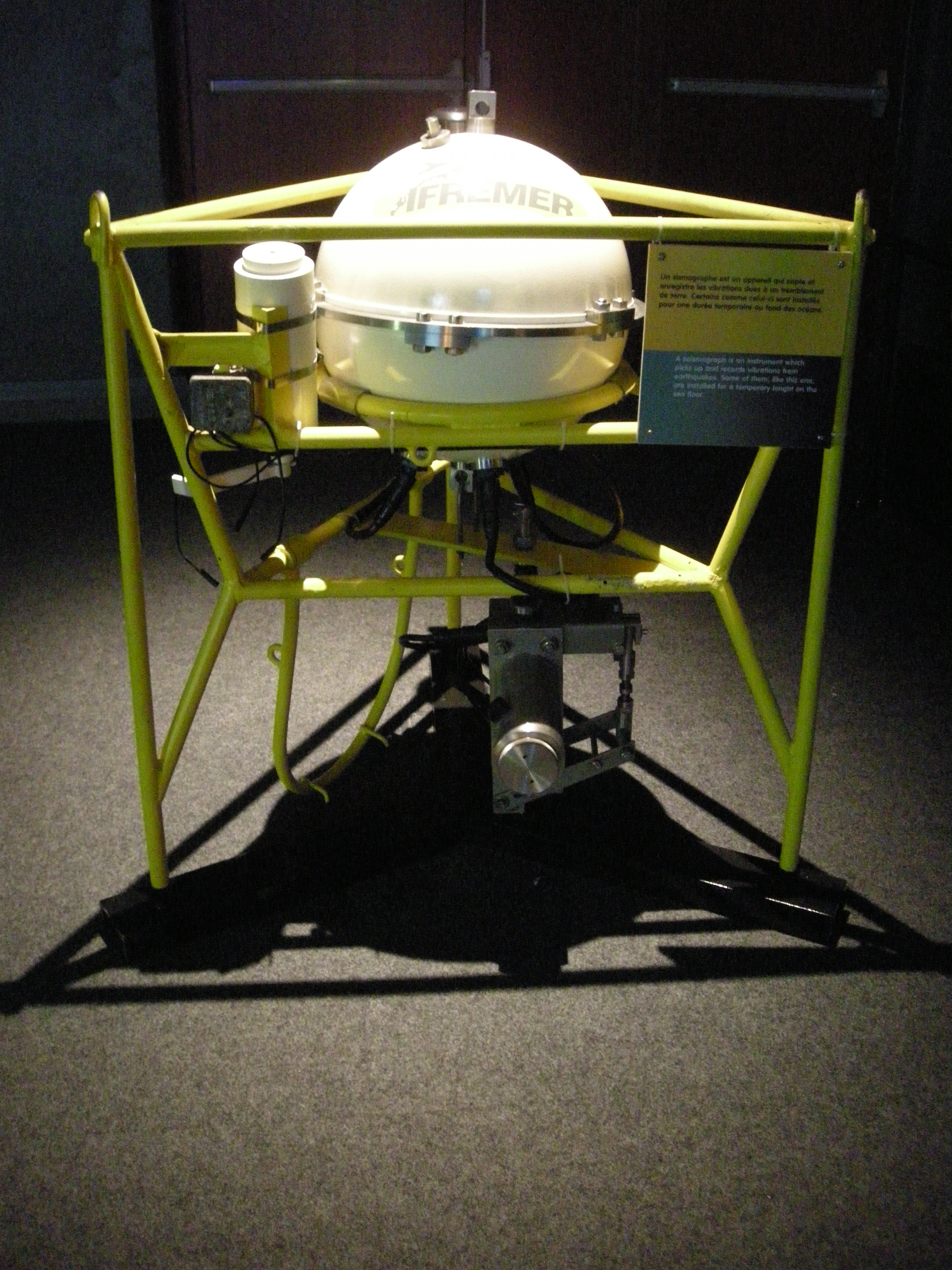
Seismograph der Ifremer